# Canzoniere della Biblioteca Vaticana

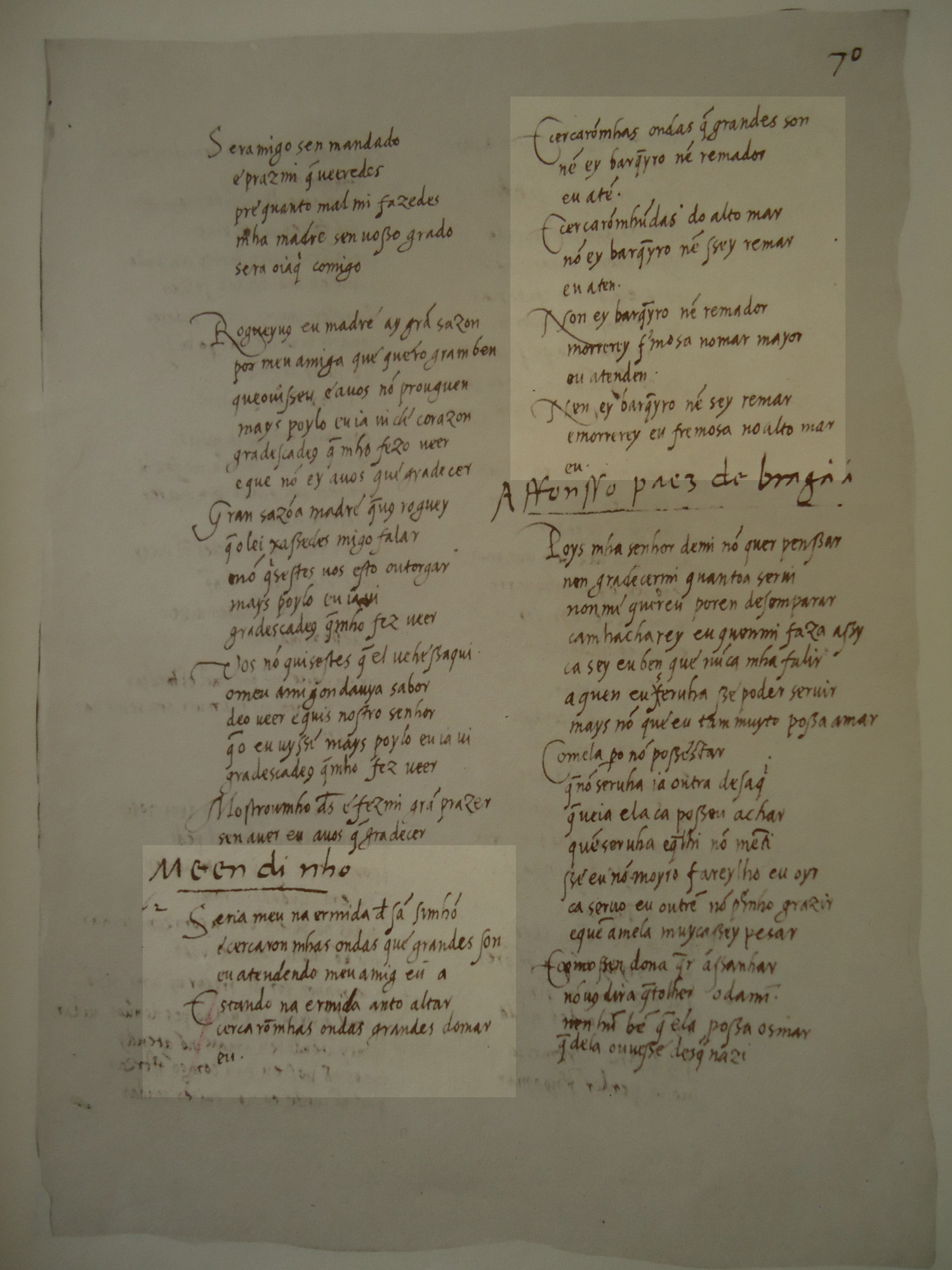
V 438

Il Canzoniere della Biblioteca Vaticana (in portoghese Cancioneiro da Vaticana) è uno dei tre canzonieri che raccolgono le cantigas della poesia medievale galiziano-portoghese. Il suo nome è dovuto al fatto di essere stato scoperto nel 1840 ca. da Fernando Wolf nella Biblioteca Vaticana, a Roma. È un codice di 228 fogli numerati, che contiene un totale di 1205 cantigas (databili al XIII-XIV secolo), attribuite a un centinaio di autori diversi. Nel manoscritto viene rilevata l'esistenza di due amanuensi: uno ha copiato le poesie e l'altro vi aggiunse i nomi degli autori. Le cantigas appartengono ai tre generi principali della lirica galiziano-portoghese: 
- cantigas de amor,
- cantigas de amigo e
- cantigas de escarnio e maldizer.
Anche se i testi erano concepiti per essere cantati, non vi è nessuna notazione musicale, né lo spazio lasciato per tale scopo.
Similmente al Canzoniere Colocci-Brancuti, può essere datato agli inizi del secolo XVI. Si ipotizza che entrambi siano copia di un codice precedente, il quale può essere stato compilato da Pietro del Portogallo, conte di Barcelos, nella prima metà del secolo XIV.